# Saco River
Der Saco River ist ein 216 km langer Fluss im nordöstlichen New Hampshire und südwestlichen Maine in den Vereinigten Staaten. 
Er entwässert ein ländlich geprägtes Gebiet von 4411 km² westlich und südwestlich von Portland und mündet in den Atlantischen Ozean. Er liefert das Trinkwasser für 250.000 Menschen.

## Verlauf
Der Saco River entsteht im Saco Lake  in Crawford Notch im Coos County im US-Bundesstaat New Hampshire im Gebirge der White Mountains. Er verläuft in südsüdöstlicher Richtung durch Carroll County in New Hampshire und Oxford County in Maine. Im weiteren Verlauf treibt er sechs Wasserkraftwerke an, wird von der Interstate 95 gekreuzt und erreicht den York County. Dort fließt er zwischen Saco und Biddeford hindurch, die durch eine Brücke im Zuge des U.S. Highway 1 verbunden sind. Er erreicht seine Mündung in den Atlantischen Ozean in der Saco Bay des Golfes von Maine zwischen Camp Ellis und Hills Beach.

## Hydrographie
Der United States Geological Survey unterhält am Lauf des Flusses zwei Pegelmessstellen. Die erste liegt in Conway (⊙). Die Abflussmenge an dieser Stelle beträgt im langjährigen Mittel (von 1904 bis 2006) 27 m³/s. Der Höchstwert betrug 1339 m³/s am 27. März 1953, und der niedrigste Wert mit etwa 1 m³/s wurde am 4. August 1959 aufgezeichnet. Der zweite Pegel befindet sich in Cornish, unterhalb der Einmündung des Ossipee River (⊙). Die höchste Abflussmenge wurde hier am 21./22. März 1936 mit 1322 m³/s aufgezeichnet und die niedrigste am 7. Oktober 1964 betrug 7 m³/s. Der langjährige Mittelwert seit 1916 ist 77 m³/s.

## Hauptzuflüsse
- Dry River
- Sawyer River
- Rocky Branch
- Ellis River
- East Branch Saco River
- Swift River
- Cold River /  Charles River
- Kezar Lake
- Kezar River
- Shepards River
- Tenmile River
- Ossipee River
- Little Ossipee River

## Gedeckte Brücken
In Conway überspannt die Saco River Covered Bridge den Fluss.

## Wasserkraftanlagen
Am Flusslauf des Saco River befinden sich mehrere Wasserkraftwerke.
Die Wasserkraftanlagen in Abstromrichtung:
| Name        | Leistung in MW | Anzahl Turbinen | Lage | Betreiber            |
| ----------- | -------------- | --------------- | ---- | -------------------- |
| Hiram       | 10,5           | 2               | (⊙)  | Brookfield Renewable |
| Bonny Eagle | 7,2            | 6               | (⊙)  | Brookfield Renewable |
| West Buxton | 7,7            | 6               | (⊙)  | Brookfield Renewable |
| Bar Mills   | 4              | 2               | (⊙)  | Brookfield Renewable |
| Skelton     | 16,8           | 2               | (⊙)  | Brookfield Renewable |
| Cataract    | 6,6            | 1               | (⊙)  | Brookfield Renewable |